# Salar de Pular
El salar de Pular es un salar ubicado sobre la frontera de Argentina y Chile a 3560 m s. n. m. El área del salar es de 68 km².: 208 
Su cuenca hidrográfica se extiende entre los paralelos 24°03'S y 24°26'S y los meridianos 67°47'W y 68°07'W sobre un área total de 723 km², de los cuales 443 km² (61%) quedan en Chile y 280 km² (39% en Argentina). El cerro Pular, de 6225 m de altura pertenece a la divisoria de aguas que separa esta cuenca del salar de Atacama.: 208 

## Ubicación
El salar está ubicado sobre la línea recta que define el límite internacional entre el volcán Socompa y el cerro del Rincón en la Puna de atacama.